# 太陽に向って走れ
『太陽に向って走れ』（たいようにむかってはしれ、原題：Run for the Sun）は、1956年に公開されたアメリカ合衆国の映画。本作は、リチャード・コネル原作の短編小説「The Most Dangerous Game」の『猟奇島』(1932)、『恐怖の島』(1945)に続く3回目の映画化である。

## ストーリー
メキシコに来た記者のキャサリン・コナーズは、蒸発したアメリカ人作家マイケル・ラティマーを探す。
漁村で彼を見つけたキャサリンは、彼と接触を試みる。彼は、妻と別れたことで小説を書けなくなったと話す。翌日ラティマーは、キャサリンを自分の飛行機でメキシコシティまで送ることにした。しかし、キャサリンの磁石がついた手帳によってコンパスが狂い、ジャングルに不時着する。考古学者だというブラウンらに助けられ、一緒に食事をする。不時着地点に向かうと飛行機がなくなっていた。ラティマーはブラウンと会った記憶があり彼に聞くが、会ったことはないという。ラジオでキャサリンが記者であることを知ったラティマーは、彼女との間に不協和音が生じる。ブラウンらが怪しいと感じたラティマーは、深夜に地下室を探ると飛行機の荷物があった。
ラティマーとキャサリンは、飛行機を探しにあたりを捜索する。ブラウンの飛行機に近づくと、見張りが2人を彼の元に連行する。ラティマーは推理し、ブラウンがドイツに移りドイツ人の女性と結婚したことを話す。ラティマーはドイツから妻を連れてくるといい、代わりにキャサリンを逃がすことを要求する。だが、ブラウンは妻はイギリスの爆撃で死亡しており、ヴァン・アンダースは妻の弟だということを話すと、ラティマーたちを幽閉する。2人はブラウン邸から逃げ出すことにした。

## キャスト
| 役名                         | 俳優                     | 日本語吹替 | 日本語吹替 |
| 役名                         | 俳優                     | NET版      | TBS版      |
| ---------------------------- | ------------------------ | ---------- | ---------- |
| マイケル・ラティマー         | リチャード・ウィドマーク | 大塚周夫   | 大塚周夫   |
| ブラウン                     | トレヴァー・ハワード     | 和田文夫   | 川辺久造   |
| キャサリン・コナーズ         | ジェーン・グリア         | 北里深雪   | 小沢寿美恵 |
| ドクター・ヴァン・アンダース | ピーター・ヴァン・アイク | 市村昌治   |            |
| フェルナンデス               | フアン・ガルシア         |            |            |
| ペドロ                       | ホセ・チャベス           |            |            |

- NET版：初回放送 1967年4月23日 NET 『日曜洋画劇場』

その他：渡部猛、湊俊一、矢田耕司、富山敬、緑川稔、島木綿子
- TBS版：初回放送 1973年8月20日 TBS 『月曜ロードショー』

## スタッフ
- 監督：ロイ・ボールティング
- 製作：ハリー・テートルマン
- 製作総指揮= ロバート・ウォーターフィールド
- 脚本：ダドリー・ニコルズ、ロイ・ブールティング
- 撮影：ジョセフ・ラシェル
- 音楽：フレデリック・スタイナー
- 編集：フレデリック・ナッドストン